# چت جاسترمسکی
چستر اندرو "چت" جاسترمسکی (به انگلیسی: Chester Andrew "Chet: Jastremski) (زادهٔ ۱۲ ژانویهٔ ۱۹۴۱ - درگذشته ۳ مهٔ ۲۰۱۴) شناگر اهل کشور ایالات متحده آمریکا بود.